# Jelačići (Trnovo, canton de Sarajevo)
Pour les articles homonymes, voir Jelačići.
Jelačići (en cyrillique : Јелачићи) est un village de Bosnie-Herzégovine. Il est situé dans la municipalité de Trnovo, dans le canton de Sarajevo et dans la fédération de Bosnie-et-Herzégovine. Selon les premiers résultats du recensement bosnien de 2013, il abrite une population inférieure ou égale à 10 habitants.

## Démographie

### Évolution historique de la population dans la localité
| 1948 | 1953 | 1961 | 1971 | 1981 | 1991 | 2013 |
| ---- | ---- | ---- | ---- | ---- | ---- | ---- |
| -    | -    | 113  | 82   | 36   | 27   | ≤ 10 |

|  |

### Répartition de la population par nationalités (1991)
En 1991, les 27 habitants du village étaient tous Musulmans (bosniaques).